# لوثر غولدمان
لوثر غولدمان (بالإنجليزية: Luther Goldman)‏ هو مصور أمريكي، ولد في 1909، وتوفي في 2005.